# 린트 & 슈프륀글리
린트 & 슈프륀글리(독일어: Lindt & Sprüngli)는 스위스의 초콜릿 회사이다. 1845년, 데이비드 슈프륀글리(David Sprüngli)와 그의 아들 루돌프 슈프륀글리(Rudolf Sprüngli)가 창업하였다. 킬히베르그에 본사를 두고 있으며 세계 각지에 판매본부가 있는 다국적기업이다. 다만, 한국에서는 농심이 직접 수입하여 유통 및 판매를 담당한다.

## 역사

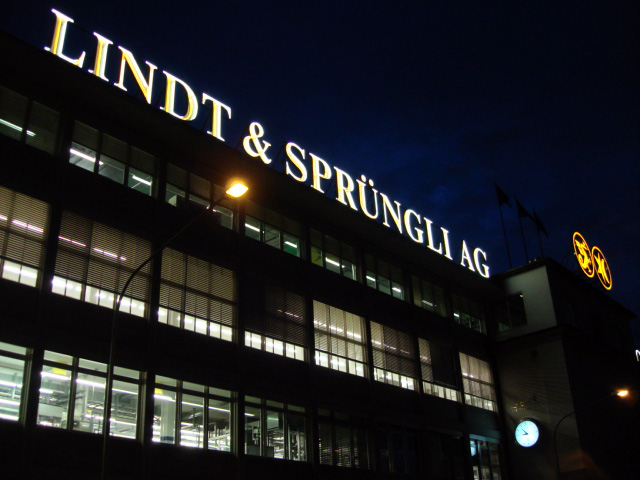
취리히에 있는 린트 & 슈프륀글리 본사

린트 & 슈프륀글리는 1845년 스위스 취리히(Zurich) 시장통의 작은 제과점에서 시작되었다. 과자 제조인이었던 데이비드 슈프륀글리와 그의 아들 루돌프 슈프륀글리는 초콜릿을 만들기로 결심하였고 그들이 만든 고체 형태의 초콜릿 바는 곧 많은 인기를 끌었다. 1859년에 슈프륀글리 부자는 취리히에 있는 파라데플라츠(Paradeplatz)에 두 번째 제과점을 열었다. 1862년에 아버지의 죽음 이후에도 루돌프 슈프륀글리는 사업 확장을 계속하였다. 1870년, 베르트뮐레(Werdmühle)에 초콜릿 공장을 지었고 약 십 년 후에는 초콜릿과 프랄린을 유럽의 여러 국가들뿐만 아니라 인도에까지 수출하였다.

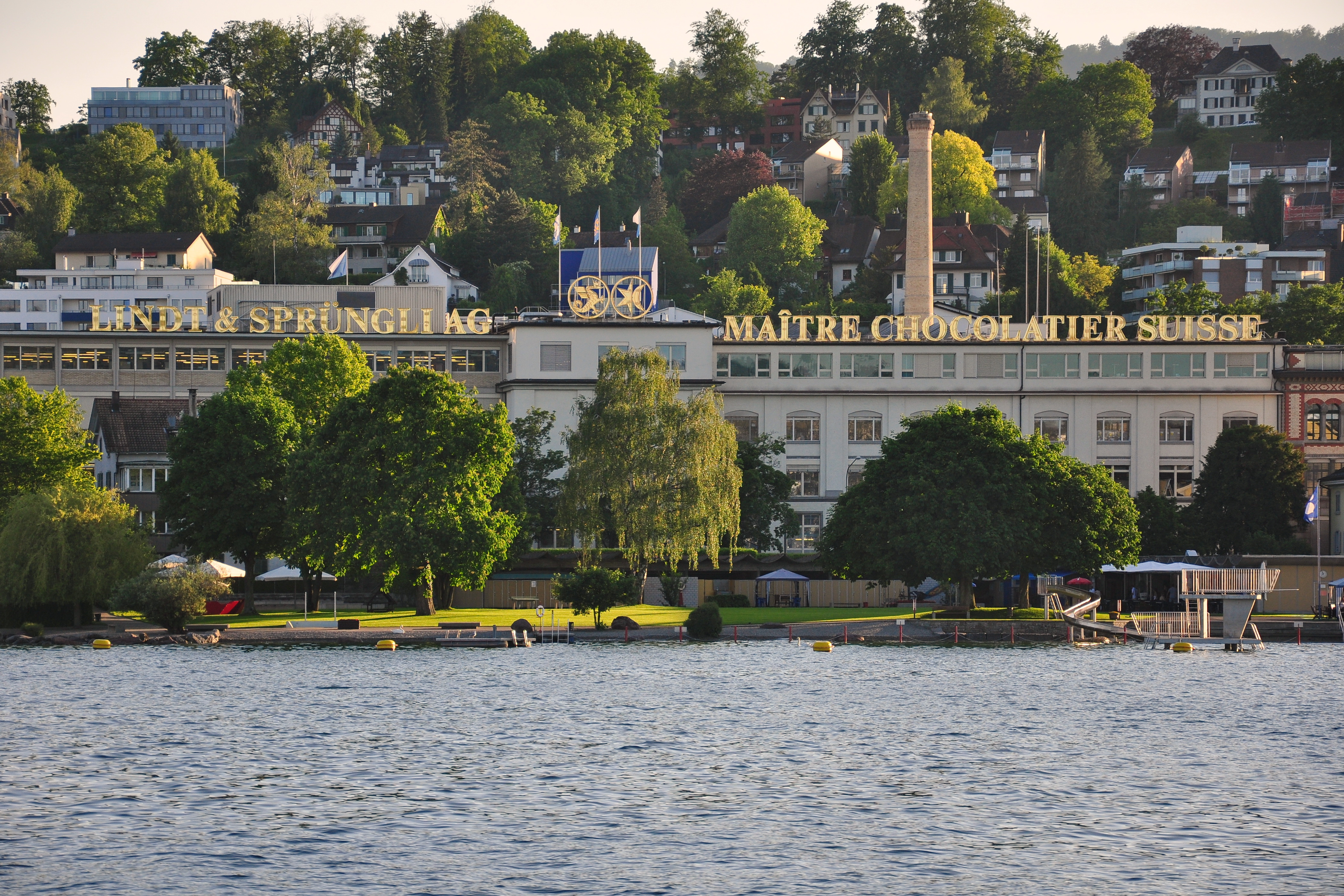
킬히베르그에 있는 공장

1892년, 루돌프 스프륀글리는 사업에서 물러나며 그의 두 아들에게 사업을 물려주었다. 그의 둘째 아들인 데이비드 로버트(David Robert)가 파라데플라츠의 제과점을 물려받았고 장남인 요한 루돌프(Johann Rudolf)는 초콜릿 공장을 받았다. 요한 루돌프는 1898년 사업 확장을 위해 킬히베르그(Kilchberg)에 새로운 공장을 지었다. 그리고 1899년에는‘쇼콜라 슈프륀글리(Chocolat Sprüngli AG)’라는 이름으로 회사명을 바꿨다. 같은 해에 ‘쇼콜라 슈프륀글리’는 로돌프 린트(Rodolphe Lindt)로부터 베른(Bern)에 있는 초콜릿 공장을 인수했다. 린트가 1879년에 개발한 ‘콘치(Conche)’는 카카오, 우유, 버터 등을 반죽하는 기계로 이전까지 없었던 부드럽게 녹아 드는 식감과 좋은 향을 만들어냈다. 이 기법으로 회사는 더욱 성장하였고 스위스 초콜릿은 세계적인 명성을 얻게 되었다. 그 후 회사명은 ‘쇼코라데파브릭겐 린트 & 스프륑글리(Chocoladefabriken Lindt & Sprüngli AG)’로 바꿔졌고 린트와 스프륑글리는 사업 파트너로써 계속 함께 하였다.
1905년, 로돌프 린트의 친척인 어거스트(August)와 월터(Walter) 린트는 본사를 나와 ‘A. & W. 린트(A. & W. Lindt)’라는 새로운 회사를 설립했지만 슈프륀글리가 곧 계약 위반에 대한 소송을 걸었다. 소송은 20년 넘게 지속되었고 많은 금액의 손실이 있었지만 1928년에 결국 ‘A. & W. 린트'는 해산되었다.
20세기 초 스위스 초콜릿 산업은 전성기를 누렸다. 특히 린트 & 슈프륀글리는 1915년에 총 초콜릿 생산량의 약 75%를 전 세계의 20개국에 수출하였다. 하지만 1920년에서 1945년 사이 회사는 큰 위기를 맞았다. 글로벌 보호무역주의와 1920년대에서 30년대까지의 경제 공황으로 인해 점차적으로 모든 해외시장을 잃었다. 1943년에는 제2차 세계대전으로 인한 설탕과 코코아의 수입 제한으로 어려움을 겪었다. 비록 매출은 오르지 않았지만 지속적으로 엄격한 품질 관리 시스템을 지킨 덕분에 이러한 위기들을 극복할 수 있었다. 전쟁 이후 수요는 다시 크게 늘었다. 1947년에는 이탈리아, 1950년에는 독일, 1954년에는 프랑스와 상호사용권한 계약을 맺었다. 곧이어 국내시장에서도 사업을 확장시켰다. 1961년에 쇼코라 그리손(Chocolat Grison) 그리고 1971년에 나고 나르미텔(Nago Nährmittel AG)과 쇼코라데파브리켄 구버(Chocoladefabrik Gubo)를 인수하고 1971년에 본사와 통합하였다.
1977년, 린트 & 슈프륀글리는 프랑스 라이선스가 회사로 넘어오게 되면서 국제적인 그룹으로서 자리잡았다. 1986에는 독일의 린트를 인수하고 아헨(Aachen)에 ‘쇼코라데파브리겐 린트 & 슈프륀글리 GmbH (Chocoladefabriken Lindt & Sprüngli GmbH)’를 설립하였다. 뿐만 아니라 같은 해에 1925년에 설립된 미국의 린트 & 슈프륀글리(USA), Inc.가 사업을 재개하였다. 1989에 프랑스에 있는 ‘린트 & 슈프륀글리 SAS (Lindt & Sprüngli SAS)’가 본사에 통합되었고 1993에는 이탈리아의 ‘불게로니 SpA (Bulgheroni SpA)’가 인수되었다. 이로써 지주회사인 ‘쇼코라데파브리겐 린트 & 슈프륀글리 AG’ 아래 본사와 자회사들이 그룹경영 된다.
1994년에 회사는 오스트리아의 ‘호프바우어(Hofbauer)’를 인수하고 이어서 1997년에 이탈리아의 ‘카파렐(Caffarel)’, 1998에 미국의 ‘기라델리 초콜릿 컴퍼니(Ghirardelli Chocolate Company)’를 인수하였다. 그리고 폴란드, 캐나다, 오스트레일리아에도 린트 & 슈프륀글리 자회사를 설립했다. 현재 린트 & 슈프륀글리는 스위스, 독일, 프랑스, 이탈리아, 미국, 오스트리아에는 제조회사를, 영국, 홍콩, 스페인, 폴란드, 캐나다, 스웨덴, 오스트레일리아, 멕시코, 체코에는 판매와 유통회사를, 두바이와 아일랜드에는 영업부를 두고 있다.

## 상품

### 엑설런스(Excellence)
린트사의 마스터 쇼콜라티에(Master Chocolatier)들은 전 세계 사람들에게 고급스러운 다크 초콜릿의 맛을 전해주기 위해 '엑설런스'라는 이름의 새로운 초콜릿 바를 개발하였다. 엑설런스는 1879년 린트가 개발한 콘칭(conching) 기법으로 만들어졌다. 콘칭은 초콜릿 원료를 오랫동안 휘저어 녹이는 공정인데 어떤 엑설런스 제품들은 무려 72시간의 콘칭 과정을 거쳐 만들어진다. 이러한 콘칭 기법 덕분에 입안에서 더욱 부드럽고 깊은 맛을 느낄 수 있다. 엑설런스 시리즈에는 다양한 종류가 있어 취향에 따라 고를 수 있다.

린트사의 엑설런스 초콜릿.

| 종류                                                | 설명                                                                            |
| --------------------------------------------------- | ------------------------------------------------------------------------------- |
| 70% 코코아 (70% Cocoa)                              | 부드럽고 크리미한 다크 초콜릿                                                   |
| 85% 코코아 (85% Cocoa)                              | 엑스트라 다크 초콜릿                                                            |
| 90% 코코아 (90% Cocoa)                              | 슈프림 다크 초콜릿                                                              |
| 99% 코코아 (99% Cocoa)                              | 다크 누와르 (Dark Noir)                                                         |
| 70% 코코아 너트 크런치 (70% Cocoa Nut Crunch)       | 캐러멜라이즈된 호두와 개암 크런치가 들어간 코코아 70% 함유의 강렬한 다크 초콜릿 |
| 70% 코코아 아몬드 브리틀 (70% Cocoa Almond Brittle) | 아몬드 브리틀 조각들이 들어간 코코아 70% 함유의 다크 초콜릿                     |
| 토피 크런치 (Toffee Crunch)                         | 토피 크런치 조각들이 들어간 밀크 초콜릿                                         |
| 엑스트라 크리미 (Extra Creamy)                      | 부드럽고 크리미한 밀크 초콜릿                                                   |
| 바닐라 (A Touch of Vanilla)                         | 마다가스칸 바닐라 맛의 화이트 초콜릿                                            |
| 화이트 코코넛 (White Coconut)                       | 코코넛 플레이크가 함유된 프리미엄 화이트 초콜릿                                 |
| 로스트드 아몬드 (Roasted Almond)                    | 껍질 없는 아몬드 크런치 조각들이 들어간 다크 초콜릿                             |
| 크랜베리 (Cranberry)                                | 달콤하고 신 맛의 크랜베리와 아몬드 크런치가 곁들어진 다크 초콜릿                |
| 블랙 커런트 (Black Currant)                         | 블랙 커런트와 구운 아몬드 크런치가 함유된 다크 초콜릿                           |
| 인텐스 민트 (Intense Mint)                          | 박하가 첨가된 다크 초콜릿                                                       |
| 칠리 (Chili)                                        | 매운 레드 칠리 맛이 느껴지는 다크 초콜릿                                        |
| 시 솔트 (Sea Salt)                                  | 풍미 있는 시 솔트가 첨가된 다크 초콜릿                                          |
| 스위트 다크 (Sweet Dark)                            | 쓴 맛이 나지 않는 달콤한 다크 초콜릿                                            |
| 인텐스 오렌지 (Intense Orange)                      | 작은 오렌지 조각들과 크리스피한 아몬드 크런치가 들어간 다크 초콜릿              |

### 린도르 (Lindor)
부드러운 초콜릿 크림이 들어간 린도르는 1949년 린트사의 마스터 쇼콜라티에들이 제작하였다. 린도르는 처음에는 태블릿 형태로 만들어졌지만 1967년에 크리스마스 에디션으로 볼 모양으로 출시되었다. 린도르는 이제 린트사의 대표상품으로 100개 이상의 나라에서 판매되고 있다. 린도르에는 바 형태와 동그란 볼 모양이 있으며 다양한 종류의 맛들은 각각의 고유한 색깔의 포장지로 구분된다.
| 포장지 색깔 | 맛                                                                                 |
| ----------- | ---------------------------------------------------------------------------------- |
| 보라색      | 바닐라 화이트 초콜릿 트러플                                                        |
| 빨간색      | 밀크 초콜릿 트러플                                                                 |
| 오렌지색    | 오렌지 & 다크 초콜릿 트러플                                                        |
| 파란색      | 다크 초콜릿 트러플                                                                 |
| 검은색      | 코코아 60% 다크 초콜릿 트러플                                                      |
| 고동색      | 커피 & 코코아 49% 다크 초콜릿 트러플                                               |
| 노란색      | 화이트 초콜릿 트러플                                                               |
| 갈색        | 개암 & 밀크 초콜릿 트러플                                                          |
| 연갈색      | 피넛 버터 & 밀크 초콜릿 트러플                                                     |
| 하늘색      | 스트라차텔라(Stracciatella) 트러플 - 코코넛 플레이크가 들어간 화이트 초콜릿 트러플 |
| 핑크색      | 라즈베리 & 다크 초콜릿 트러플                                                      |
| 초록색      | 박하 & 다크 초콜릿 트러플                                                          |

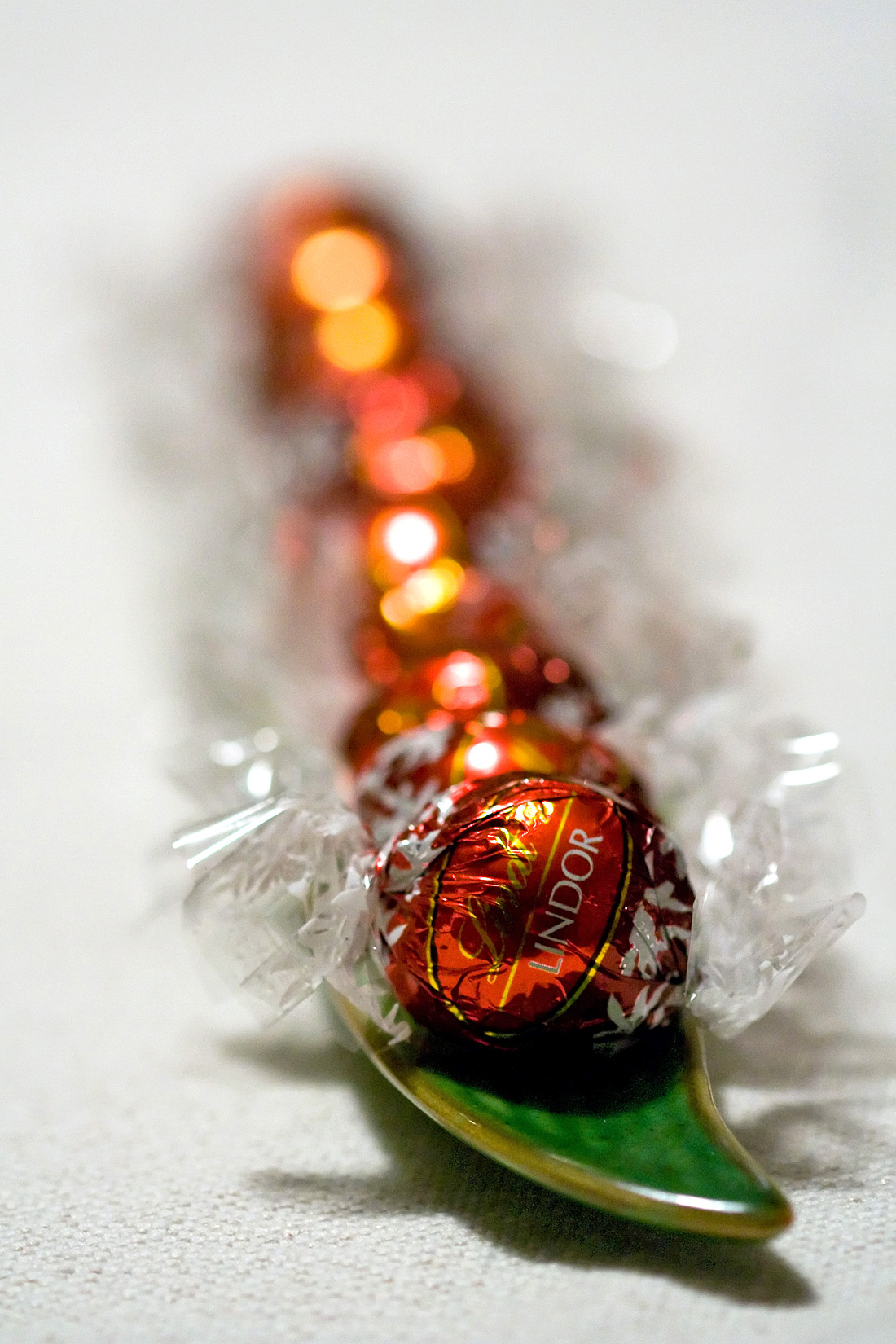
린도르

바 형태로는 트러플 밀크 초콜릿 바, 트러플 60% 엑스트라 다크 초콜릿 바, 트러플 화이트 초콜릿 바 등이 있다.

### 골드 버니
매년 부활절이 다가오면 린트사에서는 골드 버니를 판매한다. 린트 골드 버니는 빨간 리본과 방울을 목에 단 금박 포장의 토끼 모양 초콜릿이다. 골드 버니는 린트사의 마스터 쇼콜라티에들 중 한 쇼콜라티에가 토끼를 잃어버리고 슬퍼하는 아들을 위해 토끼 모양의 초콜릿을 만들어 준데서 유래한다.

## 주요 브랜드
- 린트(Lindt)

린트사는 로돌프 린트가 설립하였고 1899년에 슈프륀글리와 합병하였다. 린트의 가장 큰 업적은 콘칭법의 개발이다. 콘치는 화강암 대 위에 화강암 롤러가 움직여 작동하는 기계이다. 기계 안에 초콜릿 재료들을 넣고 장시간 으깨고 섞으면 초콜릿 입자가 작고 균일해져서 매우 부드러운 질감을 가지게 된다.
 콘칭법을 통해 개발된 부드러운 밀크 초콜릿은 시장을 휩쓸었다.
- 기라델리(Ghirardelli)

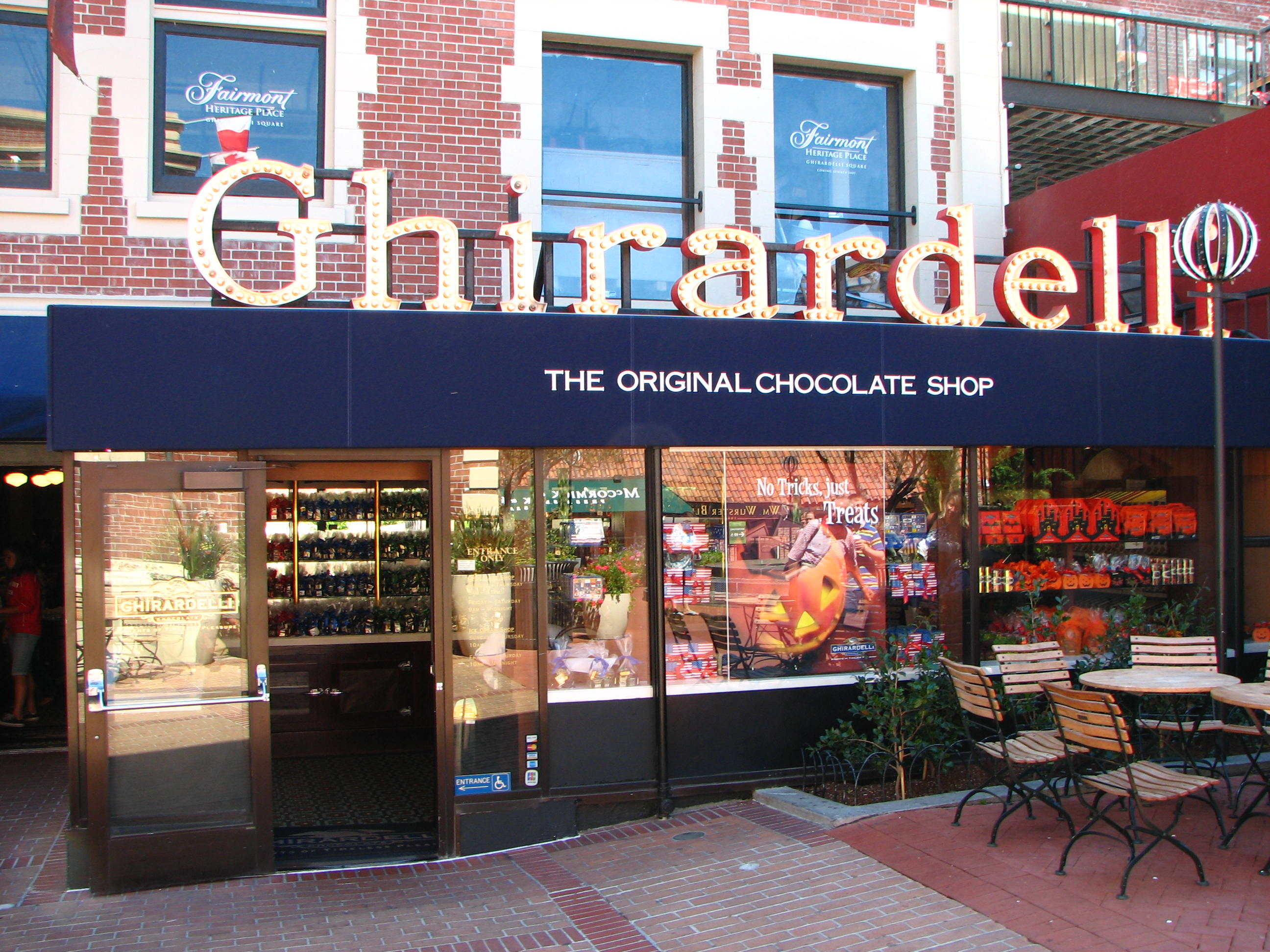
기라델리 스퀘어에 위치한 기라델리 초콜릿 상점

기라델리는 미국의 초콜릿 브랜드로 프랄린, 판형 초콜릿, 초콜릿 파우더 등의 제품을 생산한다. 기라델리는 이탈리아에서 미국으로 이민을 온 도밍고 기라델리(Domingo Ghirardelli)가 1852년에 샌프란시스코에 제과회사를 설립한 데서 시작하였고 지금의 기라델리 초콜릿 컴퍼니(Ghirardelli Chocolate Company)가 되었다. 기라델리 초콜릿 컴퍼니는 1893년에 샌프란시스코에 초콜릿 공장을 짓는데 이는 나중에 상점과 레스토랑들이 입점한 기라델리 스퀘어(Ghirardelli Square)가 된다. 기라델리 스퀘어에서는 매년 9월에 기라델리가 주최하는 초콜릿 축제가 열린다. 기라델리의 대표상품으로는 여러 가지 맛의 스퀘어 초콜릿(Squares chocolate)이 있다.
- 카파렐(Caffarel)

카파렐사는 1826년에 피에르 폴 카파렐(Pier Paul Caffarel)이 이탈리아 토리노(Turin)에 창립했다. 또한 카파렐은 세계 최초의 대규모 초콜릿 공장을 설립하였다. 카파렐의 간판제품은 잔두이오토(Gianduiotto)로 개암 향이 나는 보트 모양의 초콜릿이다. 잔두이오토는 현재 토리노의 특산물인데 1865년에 카파렐사에서 개발하였다. 1861년에 이탈리아는 통일 후 재정난으로 카카오 원두의 관세가 매우 높았는데 비싼 카카오콩을 아끼기 위해 개암을 곱게 갈아 초콜릿에 넣어 만든 것에서 시작되었다.
- 큐퍼레(Küfferle)

큐퍼레는 비엔나(Vienna)의 로컬 브랜드로 1994년에 린트 & 슈프륀글리에 인수되었다. 인기상품에는 부드러운 개암 크림이 들어간 우산 모양의 밀크 초콜릿과 캇첸충겐(Katzenzungen)이라는 고양이 혀 모양의 초콜릿 등이 있다.
- 호프바우어(Hofbauer)

호프바우어는 칼 호프바우어(Carl Hofbauer)가 1882년 오스트리아 비엔나에 열은 베이커리에서 시작되었다. 1994년, 호프바우어는 린트 & 슈프륀글리 그룹에 인수되었다. 호프바우어의 대표제품 중 하나인 모차르트쿠겔(Mozartkugeln)은 동그란 구슬 모양의 초콜릿으로 금박 포장지 위에는 모차르트의 초상화가 찍혀있다. 호프바우어의 모차르트 초콜릿은 다른 초콜릿 회사들이 생산하는 모차르트쿠겔과 비교해 초콜릿 속에 마지팬이 가장 많이 들어있다.

## 경영

### 이사회
- 에른스트 태너(Ernst Tanner) (CH)
- 쿠르트 비디머(Dr Kurt Widmer) (CH)
- 루돌프 슈프륀글리(Dr Rudolf K. Sprüngli) (CH)
- 프란츠 피터 오쉬(Dr Franz Peter Oesch) (CH)
- 안토니오 불게로니(Antonio Bulgheroni) (IT)
- 엘리자베스 거틀러(Dkfm. Elisabeth Gürtler) (AT)

### 그룹경영
- 에른스트 태너(Ernst Tanner) - CEO, 이사회 회장
- 한스유르그 크링글러(Hansjürg Klingler) - 듀티 프리와 해외시장 사업
- 우베 솜머(Uwe Sommer) - 마케팅 및 영업
- 디터 바이스코프(Dr. Dieter Weisskopf) - 재정, 행정, 구매, 제조